# Силла, Мусса
Мусса́ Силла́ (фр. Moussa Sylla; род. 25 ноября 1999, Этамп) — малийский и французский футболист, крайний полузащитник немецкого клуба «Шальке 04».

## Клубная карьера
10 февраля 2017 года Мусса Силла подписал свой первый профессиональный контракт с клубом «Монако» до 2020 года. Его профессиональный дебют состоялся 21 апреля 2018 года в матче французской Лиги 1 против «Генгама». 6 мая Силла впервые вышел в чемпионате Франции в стартом составе, сделав «дубль» в матче против «Кана».
31 января 2023 года перешёл во французский «Кан», подписав с клубом двухлетний контракт. 8 августа был отдан в аренду в клуб «По».
24 июня 2024 года Силла подписал четырёхлетний контракт с немецким клубом Второй Бундеслиги «Шальке 04».

## Карьера в сборной
Выступал за национальные сборные Франции до 16, до 18, до 19 и до 20 лет.

## Статистика выступлений
| Клуб             | Сезон            | Лига             | Лига | Лига | Кубок страны | Кубок страны | Кубок лиги | Кубок лиги | Еврокубки | Еврокубки | Прочие | Прочие | Итого | Итого |
| Клуб             | Сезон            | Дивизион         | Игры | Голы | Игры         | Голы         | Игры       | Голы       | Игры      | Голы      | Игры   | Голы   | Игры  | Голы  |
| ---------------- | ---------------- | ---------------- | ---- | ---- | ------------ | ------------ | ---------- | ---------- | --------- | --------- | ------ | ------ | ----- | ----- |
| Монако           | 2017/18          | Лига 1           | 5    | 2    | 0            | 0            | 0          | 0          | 0         | 0         | 0      | 0      | 5     | 2     |
| Монако           | 2018/19          | Лига 1           | 18   | 0    | 2            | 1            | 2          | 0          | 6         | 1         | 0      | 0      | 28    | 2     |
| Монако           | 2019/20          | Лига 1           | 1    | 0    | 0            | 0            | 0          | 0          | 0         | 0         | 0      | 0      | 1     | 0     |
| Всего за карьеру | Всего за карьеру | Всего за карьеру | 24   | 2    | 2            | 1            | 2          | 0          | 6         | 0         | 0      | 0      | 34    | 4     |